# Sphaerophrya

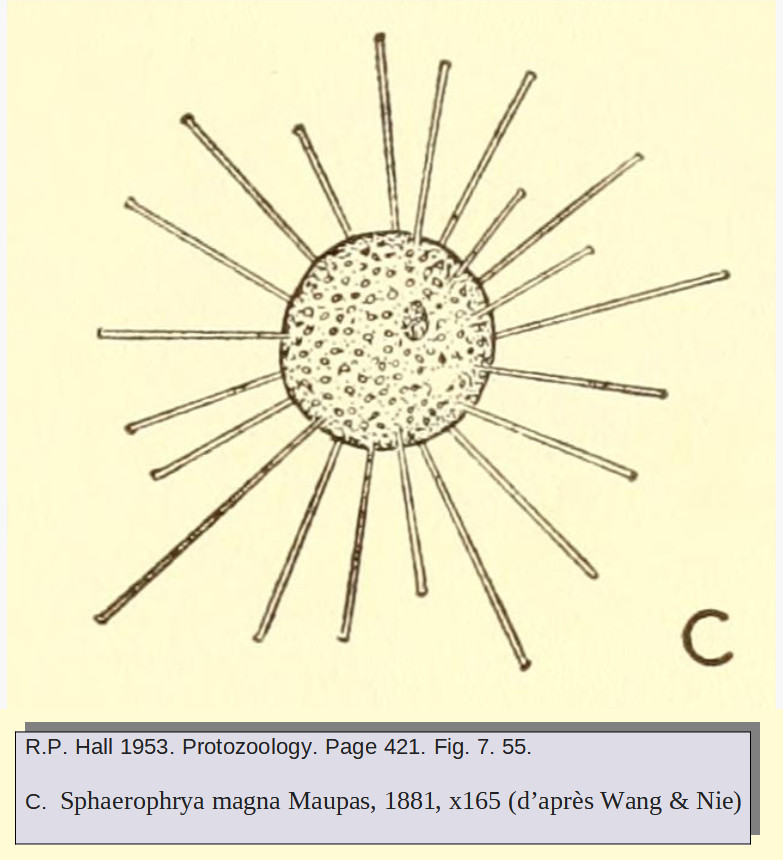

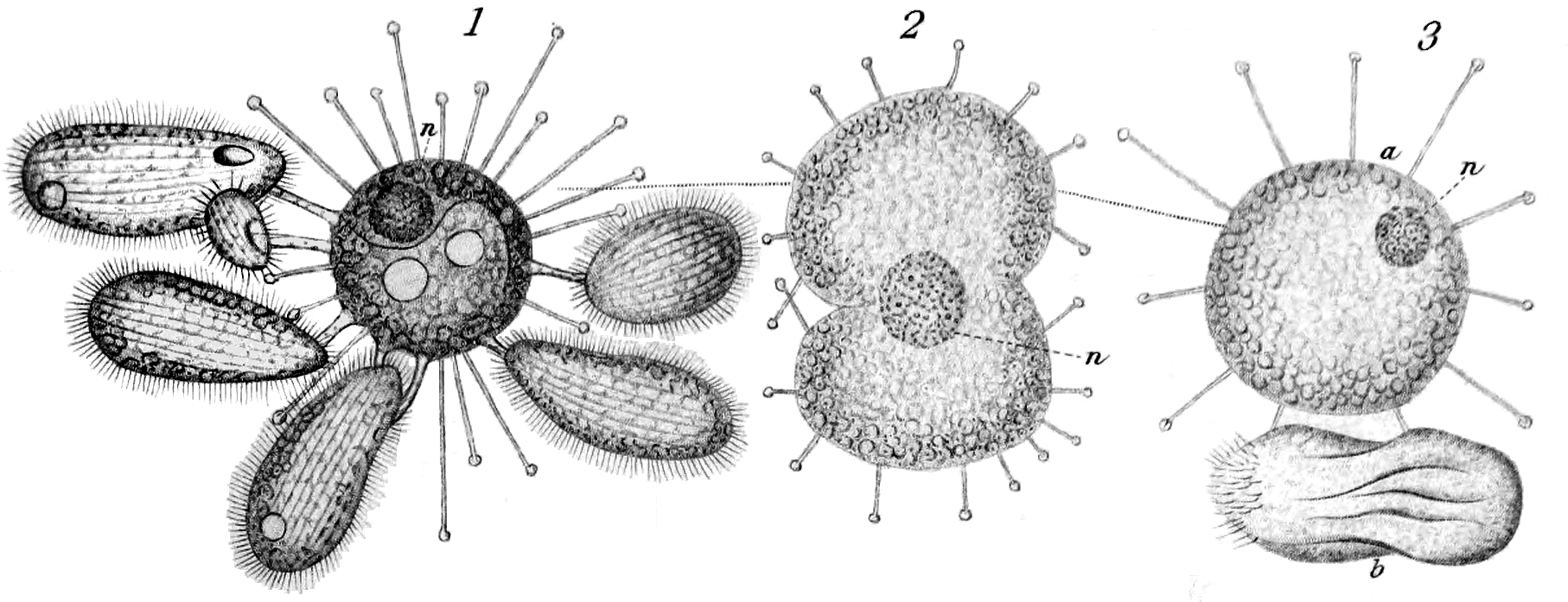
S. magna. Fig. 1: mit Beute. Illustration von 1881 (digital nachbearbeitet)

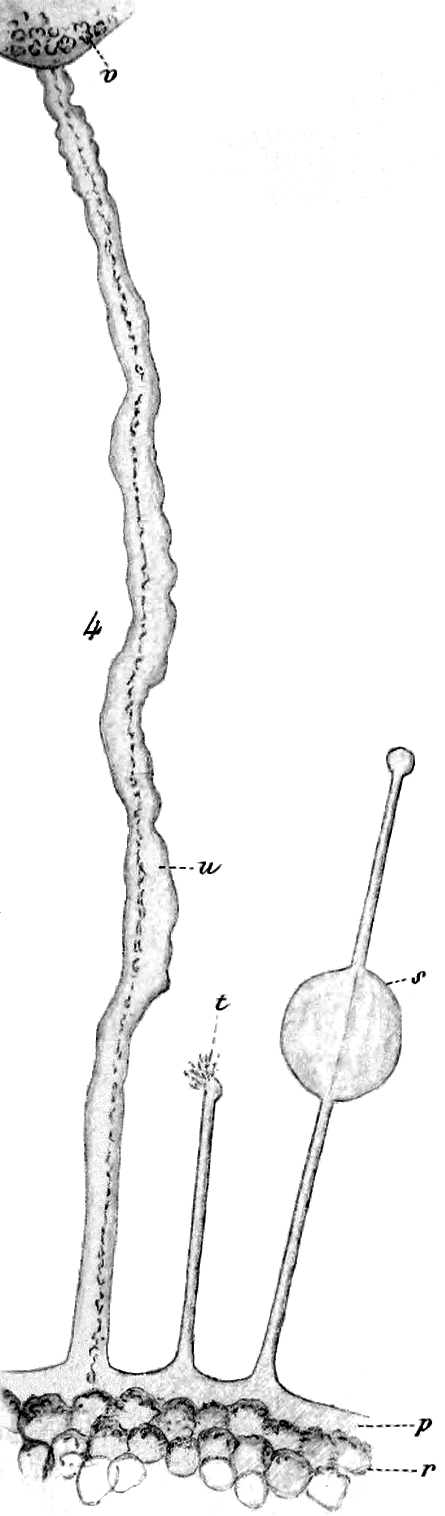
S. magna, Tentakeln (Detailansicht). Illustration von 1881 (digital nachbearbeitet)

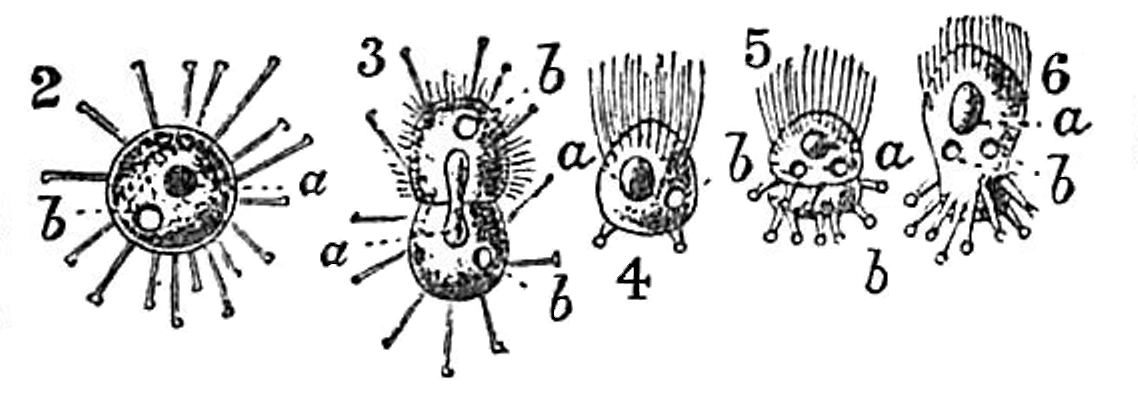
2: S. urostylae; normale adulte Zelle; parasitisch im Wimpertierchen Urostyla,
3: S. urostylae, sich teilend; vorderer Teil mit vorübergehend entwickelten Flimmerhärchen.
4,5,6: S. stentorea, parasitisch bei Stentor.

Sphaerophrya (in veralteter Schreibweise Sphærophrya) ist eine Gattung von Sauginfusorien (Suktorien), die taxonomisch zu den Wimpertierchen gehören. Typusart der Gattung ist Sphaerophrya pusilla.
Gemäß dem Australian Faunal Directory handelt es sich um eine Süßwasser-Gattung.

## Beschreibung
Die Trophonten (vegetative, sich ernährende und damit wachsende Zellen, hier auch Zellen der Ruheform, und dann manchmal auch als Zysten bezeichnet) der Gattung Sphaerophrya haben einen kugelförmigen Körper ohne Lorica und Stiel (englisch stalk, vgl. auch Haptonema). Sie können frei im Wasser vorkommen, wo sie sich passiv vom Wasser tragen lassen, oder mit ihren (mehr oder weniger) langen Tentakeln an anderen Organismen befestigt sein. Die Tentakel sind nicht (zu Faszikeln) gebündelt, sondern gleichmäßig über die gesamte Oberfläche des Zellkörpers verteilt.
Der Makronukleus der Trophonten ist kugelförmig rund;
und sie besitzen (mindestens) eine kontraktile Vakuole. Nach manchen Quellen haben alle Vertreter der Gattung nur eine einzige kontraktile Vakuole (NIES nach Curds, 1982), zumindest gilt dies für die Typusart S. pusilla; bei S. stentoris gibt es aber dagegen offenbar zwei kontraktile Vakuolen (NIES nach Kudo, 1977).
Das Ausbreitungsstadium der Arten der Gattung Sphaerophrya ist wie bei allen Mitgliedern der Familie Podophryidae gekennzeichnet durch Schwärmer mit breitem äquatorialem Band aus Cilien, was auf ihre Zugehörigkeit zu den Wimpertierchen hinweist.
Es gibt mehrere Arten, darunter freilebende planktonische, und Parasitische.
Die Vermehrung erfolgt durch binäre Spaltung (Schizotomie) oder durch exogene Knospung.

## Vorkommen und Wirte im Allgemeinen
Gemäß dem Australian Faunal Directory handelt es sich um eine Süßwasser-Gattung
René-Édouard Claparède und Joh. Lachmann hatten die von ihnen erstbeschriebene Typusart Sphaerophrya pusilla 1859 sehr zahlreich („in Myriaden“) in Genfer Gewässern beobachtet, die viele Wimpertierchen der Gattung Oxytricha enthielten und S. pusilla als Wirte dienen.
Wie vom Australian Antarctic Data Centre dokumentiert, wurden Arten der Gattung bis in die Antarktis/Subantarktis gefunden, darunter Süd-Viktorialand, im Granite Harbor der Antarktischen Trockentäler (Dry Valleys), der McMurdo-Küste und der Ross-Insel.
Im Australian Faunal Directory sind als australische Verbreitungsgebiete Tasmanien und New South Wales angegeben. Dort sind auch verschiedene marine Arten und Gattungen der Nematoden als Wirte dokumentiert; wobei die Sauginfusorien sich an die Cuticula (Außenhaut) ihrer Wirte anheften. Dabei treffen sie auf ihre als Meeresbewohner geltenden Nematoden-Wirte möglicherweise im Bereich von Lagunen (Brackwasser) aufeinander:
- Quadricoma sp.[15]
- Onyx sp.[16]
- Spirinia sp.[17]
- Tricoma sp.[18]
- Desmoscolex sp.[19]
- Pseudochromadora cazca[20]

Diese Arten und Gattungen gehören alle zur Nematoden-Familie Desmodoridae, ausgenommen die Gattung Quadricoma, die zur Familie Ecidae gehört.

## Artenliste
Stand: 6. Februar 2025
Gattung Sphaerophrya  Claparède & Lachmann, 1859(G,J,C) [veraltete Schreibvariante:  Sphærophrya]
- Sphaerophrya amoeboides (Sand, 1899) comb. n.(G,D) [Trichophrya amoeboides Sand, 1899(D)]
- Sphaerophrya canelli Clement, 1967(G,J,C) bzw. Clement-Iftode, 1967(D)
- Sphaerophrya discoides Dumas, 1930(G,C)
- Sphaerophrya doliolum Penard, 1920(G,C,D)
- Sphaerophrya epizoica Hammann, 1952(G,C) bzw. (Hammann, 1952) comb. n.(G,C) [Podophrya epizoica Hammann, 1952(D)]
- Sphaerophrya fixa Dumas, 1930(G,C)
- Sphaerophrya grelli Diekmann, 1985 comb. n.(D) [Podophrya grelli Diekmann, 1985(D)]
- Sphaerophrya hydrostatica Engelmann, 1878(G,C,D)[21]
- Sphaerophrya iftodi (Curds, 1986) comb. n.(D) [Podophrya iftodi Curds, 1986(D)]
- Sphaerophrya insolita Jankowski, 1973(G,J,C,D)
- Sphaerophrya magna Maupas, 1881(G,J,C,D)[4]
- Sphaerophrya maillata Oppenheim, 1976(G,C,D)
- Sphaerophrya natans Penard, 1920(G,C,D)
- Sphaerophrya nigra Dumas, 1930(G,C)
- Sphaerophrya oblongua Dumas, 1930(G,C)
- Sphaerophrya orbiculata Dumas, 1930(G,C)
- Sphaerophrya ovata (Weisse, 1847)(D)
- Sphaerophrya parameciorum Maupas 1881(D)[4] [Podophrya parameciorum[22][5][23][10]][24][A. 4]
– die parasitische Spezies wurde zeitweilig mit der freilebenden Art Sphaerophrya sol Metschnikow,[A. 5] 1864[A. 6] [Podophrya sol (Metschnikow, 1864) n. comb.] verwechselt[21]
- Sphaerophrya parasitica (Faure/Fremiet, 1945) comb. n.(D) [Podophrya parasitica Faure/Fremiet, 1945(D)]
- Sphaerophrya parurolepti Foissner, 1980(G,J,C,D)
- Sphaerophrya parva Greeff, 1888(G,J,C)
- Sphaerophrya pelagica(G,C)
- Sphaerophrya pusilla Claparède & Lachmann, 1859(G,J,C,D) (Typusart)
- Sphaerophrya pyriformis Dumas, 1930(G,C)
- Sphaerophrya quadripartita Dumas, 1930(G,C)
- Sphaerophrya rotundata Dumas, 1930(G,C)
- Sphaerophrya sol Metschnikow,[A. 5] 1864(D)[A. 6]
– eine freilebende (planktonische) Spezies, galt zeitweilig als Junior-Synonym für Podophrya sol (Metschnikow[A. 5] 1864) n. comb.[21]
- Sphaerophrya stentoris Maupas, 1881(G,J,C,D)[4] [Schreibvarianten Sphaerophrya stentori[25] und Sphaerophrya stentorea Maupas, 1881(G,C)[26][A. 7] oder Sand, 1901[21]]
- Sphaerophrya stokesii Mamaeva, 1979(D)
- Sphaerophrya terricola Foissner, 1986(G,J,C,D)
- Sphaerophrya urostylae (Maupas, 1881)(D)[4]
– parasitiert Urostyla grandis[27][28][4]

Verschiebungen:
- Sphaerophrya melosirae Gajewskaja, 1933 ⇒ Gajewskajophrya melosirae(J,D)
- Sphaerophrya sol Lauterborn, 1901[A. 6] [S. soliformis Lauterborn, 1908] ⇒ Parapodophrya soliformis(J)[29]

(G) – Global Biodiversity Information Facility (GBIF)
(J) – National Institute for Environmental Studies (NIES), Japan.
(C) – Catalogue of Life (CoL): The World Ciliate Catalog (CilCat)
(D) – Igor V. Dovgal (2002)

## Sphaerophrya pusilla
René-Édouard Claparède und Joh. Lachmann hatten S. pusilla 1859 als die damals einzige bekannte Art der von ihnen neu beschriebenen Gattung Sphaerophrya benannt. Sie ist damit ihre Typusart.
Die Trophonten (vegetativen Zellen) von S. pusilla beschrieb er als (für Protozoen) sehr kleine Kugeln mit einem Durchmesser von 0,015 mm, gespickt mit sehr kurzen Saugnäpfen, womit wohl die Tentakel gemeint waren, was er eine (für Protisten) seltene Morphologie empfand (französisch hérissée de suçoirs rares et très-courts).
Er hatte diese Art in Genf in Myriaden in einem Wasser beobachtet, das viele Wimpertierchen der Gattung Oxytricha enthielt.
Ihm war damals aufgefallen, dass eine große Anzahl der Oxytricha an verschiedenen Stellen ihrer Oberfläche, insbesondere etwas links des Zellmunds kleine kugelförmige Vorsprünge aufwiesen, die bei nicht genauem Hinsehen wie kontraktile Vakuolen oder eine besonderen Form von Knospe. Aber nachdem eine solche Struktur eine halbe Stunde lang beobachtet wurde, löste sich plötzlich die vermeintliche Knospe ab und blieb bewegungslos im Wasser liegen. Ein regelmäßiges Pulsieren dieser „Vesikel“ zeigte jedoch, dass das kleine Kügelchen trotz seiner Unbeweglichkeit weiterlebte.
Als kurz danach eine weitere Oxytricha-Zelle diesen kleinen Körper streifte, wurde dieser von ihr davongetragen und bildete auf ihrer Zelloberfläche wieder einen Vorsprung, der dem ersten vollkommen ähnelte.
Bei einer anschließenden genauen Betrachtung der vermeintlichen Knospe waren dann ihre kleinen Saugnäpfe zu erkennen.
Claparède und Lachmann kamen schließlich zu dem Ergebnis, dass es sich bei diesen Kügelchen um eine neue Art von Sauginfusorien handelte, in einer neuen, von ihm Sphaerophrya (in der originalen Schreibweise Sphærophrya) genannten Gattung (mit Typusart S. pusilla).
Diese Sphaerophrya warteten somit ungerührt im Wasser, bis eine Beute vorbeikommt.
In diesem Moment heften sie sich an das Opfer, d. h. saugen sich an ihm fest und lassen sich davontragen, während sie ihren Wirt aussaugen.
Die Morphologie der Trophonten ist ähnlich zur Spezies Actinophrys sol; die teilweise der ebenfalls in etwa ähnlichen Art Podophyra fixa zugeordnet wurde.
Etymologie:
- Der Gattungsname Sphaerophrya ist zusammengesetzt aus altgriechisch σφαῖρα sphaira, deutsch ‚Kugel, kugelrunder Körper, Ball‘ und οφρύς ophrýs, deutsch ‚Augenbraue‘ (für ‚Wimper‘), bezeichnet also ein kugelrundes Wimpertierchen.
- Das Art-Epitheton pusilla ist feminin für lateinisch pusillus ‚winzig‘, was auf die Winzigkeit der Spezies im Vergleich zu ihren Wirten hinweist, die ebenfalls Wimpertierchen, aber viel größer sind.

## Sphaerophrya parameciorum
Auch S. parameciorum bildet frei umherschwimmende, bewimperte Schwärmer. Auch diese besitzen kurze Tentakeln, an deren Spitze sich eine knopfartige Verdickung befindet und eine Art „Saugnapf“ darstellt: Berührt nämlich ein Schwärmer seinen Wirt, heftet er sich erst mit einen, dann mit mehreren Tentakeln an dessen Pellicula (Zellhülle).
Bei der Analyse von deren Feinstruktur der Tentakeln zeigte sich, dass sich in ihnen spezielle Haptozysten genannte Extrusome (vgl. Trichozyste) befinden, die nur ca. 0.3 µm groß und deshalb nur mit dem Elektronenmikroskop sichtbar sind (Jurand & Bomford, 1965).
Die Anheftung des Parasiten kann (wie schon von Claparède und Lachmann 1895 beobachtet) prinzipiell an jeder Stelle des Wirts erfolgen; allerdings führt nicht jede Berührung des Wirts zu einer erfolgreichen Anheftung:
Die bevorzugte und somit höchstwahrscheinlich „korrekte“ Stelle für die Anheftung am Wirt ist nämlich (wie ebenfalls schon von Claparède & Lachmann 1895 bei der Typusart bemerkt) im Bereich von dessen Oralapparat (Zellmund).
Nur hier kann sich S. parameciorum als Ektoparasit in die Mundöffnung hineingraben, so dass nur noch ein kleiner Teil des Parasiten mit dem Außenmedium in Kontakt bleibt. Die Teilung von S. parameciorum erfolgt auf dem Wirt durch eine Art Knospung (englisch budding); in einer Zwischenphase dieser Knospung kann der Makronukleus als teilweise in der Mutterzelle, teilweise in der Tochterzelle befindlich beobachtet werden. Die Reproduktion kann aber auch durch Monotomie erfolgen.
Als Wirt von S. parameciorum dienen verschiedene große Wimpertierchen, darunter mehrere Arten des Pantoffeltierchens (Paramecium spp.: P. bursaria und P. aurelia) – das Art-Epitheton parameciorum ist der lateinische Genitiv Plural von Paramecium – und Stylonichia mytilus
S. parameciorum nimmt, wie alle Suktorien, die Nahrung (das Pantoffeltierchen-Zytoplasma) mit seinen Tentakeln auf.
Weil die Beute nicht wie bei anderen räuberischen Mikroben als Ganzes verschlungen wird, befinden sich in den Parasiten niemals Zoochlorellen (endosymbiotische Mikroalgen) oder Kerne von Paramecium.
Möglicherweise werden durch den Befall mit S. parameciorum am Ende sogar die Zoochlorellen verdaut, jedenfalls gibt es Beobachtungen, dass sich solche Pantoffeltierchen zu lichten scheinen, was auf eine Zersetzung der Zoochlorellen-Pigmente hindeutet.

## Sphaerophrya stentoris
S. stentoris (Schreibvarianten S. stentori, S. stentorea) ist ein Parasit, der epibiontisch auf Trompetentierchen (Gattung Stentor, dokumentiert: Stentor roeseli), lebt, und deshalb früher auch mit dessen juveniler Form verwechselt wurde.
Die Larven sind am hinteren Ende bewimpert (mit Flimmerhärchen versehen), das andere (vordere) Ende ist mit Fangarmen ausgestattet (den kapitativen Tentakeln). Der Kern ist sphäroid (kugelförmig); es gibt zwei kontraktile Vakuolen.
Die Länge beträgt etwa 50 µm.
Vorkommen gibt es beispielsweise im Kemnader See (Ruhr bei Bochum). Die Stentor-Wirte selbst leben gerne am Hornblatt (Ceratophyllum, eine Unterwasser-Blütenpflanze).

## Sphaerophrya magna
Auch S. magna ist kugelförmig, es gibt zahlreiche Tentakel unterschiedlicher Länge: Auch hier ist der Zellkern ebenfalls kugelförmiger. Der Durchmesser beträgt etwa 50 µm. Vorkommen gibt es in stehendem Süßwasser mit verrottender Vegetation.